# تارنمای تنوع جانوری
تارنمای تنوع جانوری (به انگلیسی: Animal Diversity Web) یا (ADW) پایگاه داده‌ای برخط است که به گردآوری اطلاعات مربوط به تاریخ طبیعی، طبقه‌بندی، ویژگی‌های گونه‌ای، وضعیت بقا و حفاظت، و گستره پراکندگی هزاران جانور می‌پردازد. این تارنما دارای هزاران عکس، ویدئو، و صدها فایل صوتی از جانداران گوناگون و نیز موزه‌ای مجازی است.این تارنما متعلق به دانشگاه میشیگان است.